# Mahau Sound
Der Mahau Sound ist ein Meeresarm im Norden der Südinsel von Neuseeland mit Zugang zum Pelorus Sound / Te Hoiere}.

## Geographie
Der Mahau Sound befindet sich nördlich des Queen Charlotte Sound und südlich des Kenepuru Sound, rund 12 km nordwestlich des Fährhafens von Picton. Der Sound, der scheinbar übergangslos in den Pelorus Sound / Te Hoiere übergeht, besitzt Länge von rund 5,5 km und eine maximale Breite von rund 3,6 km. Die gesamte Küstenlänge des Sounds erstreckt sich über rund 15 km.

## Geologie
Wie alle Sounds, Channels und Meeresarme der Marlborough Sounds bestehen die Gewässer aus vom Meer her geflutete ehemalige Flusstäler. Während die Südinsel im Absinken begriffen war, stieg der Meeresspiegel seit der letzten Kaltzeit an, was zur Überflutung von Küstenlandstrichen und küstennahen Tälern führte.